# Pat Proft
Patrick „Pat“ Proft (* 3. April 1947 in Columbia Heights, Minnesota) ist ein US-amerikanischer Drehbuchautor, Schauspieler und Filmregisseur. Er entwickelte mit Police Academy eine der langlebigsten Comedy-Filmreihen der Filmgeschichte.

## Karriere
Proft begann in den 1970er Jahren als Drehbuchautor von Fernsehserien und war als einer der Autoren von Van Dyke and Company 1977 für einen Emmy-Award nominiert. Außerdem arbeitete er an Robi Robi Robin Hood, Welcome Back, Kotter und Mary (mit Mary Tyler Moore). Daneben trat er in verschiedenen Fernsehserien in kleinen Rollen auf, sowie in John Carpenters Schatz, du strahlst ja so!. Als Schauspieler war er zusammen mit dem Ensemble 1981 für All Commercials… A Steve Martin Special für den WGA-Award nominiert.
Proft arbeitete Anfang der 1980er Jahre erstmals mit ZAZ zusammen und schrieb Drehbücher für deren Fernsehserie Die nackte Pistole. Diese wurde jedoch bereits nach sechs Episoden eingestellt, und die Wege trennten sich zunächst wieder. Zwei Jahre später schrieb er das Drehbuch für Police Academy. Der Film wurde ein weltweiter Erfolg, auf den sieben weitere Teile folgten. Proft war zwar an deren Drehbüchern nicht mehr beteiligt, ist jedoch als Urheber der Serie in allen folgenden Filmen genannt. 1985 schrieb und produzierte er Traffic School – Die Blech- und Dachschaden-Kompanie, in dem er das Erfolgsrezept von Police Academy auf eine Fahrschule zu übertragen versuchte. Der Film erreichte jedoch bei weitem nicht dessen Popularität.
Die zweite Zusammenarbeit mit ZAZ führte zu einem erneuten Welterfolg; 1988 schrieb er das Drehbuch für Die nackte Kanone, die Kinoverfilmung der Fernsehserie Die nackte Pistole, an der er bereits 1982 gearbeitet hatte. Drei Jahre später folgte Die nackte Kanone 2½. Jim Abrahams verpflichtete Proft für die ohne die Zucker-Brüder produzierten Hot Shots!-Filme 1991 und 1993, und im darauf folgenden Jahr endete mit Die nackte Kanone 33⅓ Profts erfolgreichste Zeit als Autor.
Proft schrieb ab Mitte der 1990er Jahre einige weitere Filmparodien im Stile seiner früheren Erfolge, aber das Konzept schien sich abgenutzt zu haben, insbesondere seinem einzigen Film als Regisseur, Leslie Nielsen ist sehr verdächtig war trotz des populären Nackte Kanone-Hauptdarstellers nicht sonderlich erfolgreich. Erst 2003, als ihn David Zucker für Scary Movie 3 engagierte, konnte er wieder einen Erfolg verbuchen, er schrieb daraufhin auch für den vierten Teil der Serie.

## Filmografie (Auswahl)

### Als Autor
- 1982: Die nackte Pistole (Police Squad!)
- 1984: Police Academy – Dümmer als die Polizei erlaubt (Police Academy)
- 1984: Bachelor Party
- 1985: Traffic School – Die Blech- und Dachschaden-Kompanie (Moving Violations)
- 1985: Was für ein Genie (Real Genius)
- 1988: Die nackte Kanone (The Naked Gun: From the Files of Police Squad!)
- 1991: Die nackte Kanone 2½ (The Naked Gun 2½: The Smell of Fear)
- 1991: Hot Shots! – Die Mutter aller Filme (Hot Shots!)
- 1993: Hot Shots! Der zweite Versuch (Hot Shots! Part Deux)
- 1994: Die nackte Kanone 33⅓ (Naked Gun 33 1/3: The Final Insult)
- 1996: High School High
- 1997: Mr. Magoo
- 1998: Leslie Nielsen ist sehr verdächtig (Wrongfully Accused)
- 2003: Scary Movie 3
- 2006: Scary Movie 4
- 2008: Bachelor Party 2 – Die große Sause (Bachelor Party 2: The Last Temptation)
- 2008: R.L. Stines Geistermeister – Besuch aus dem Jenseits (Mostly Ghostly)
- 2009: Die GeisterMeister (Mostly ghostly)
- 2013: Scary Movie 5

### Als Schauspieler
- 1973: The Burns and Schreiber Comedy Hour
- 1975: Robi Robi Robin Hood
- 1981: All Commercials… A Steve Martin Special
- 1981: Schatz, du strahlst ja so! (Modern Problems)
- 1984: Bachelor Party
- 1991: Hot Shots! – Die Mutter aller Filme (Hot Shots!)
- 1998: Leslie Nielsen ist sehr verdächtig (Wrongfully Accused)

### Als Regisseur
- 1998:  Leslie Nielsen ist sehr verdächtig (Wrongfully Accused)